# Un paio di calze ricamate
Un paio di calze ricamate (A Pair of Silk Stockings) è un film muto del 1918 diretto da Walter Edwards. La sceneggiatura si basa su A Pair of Silk Stockings, lavoro teatrale di Cyril Harcourt andato in scena a New York in prima al Little Theatre di Broadway il 20 ottobre 1914. Prodotto e distribuito dalla Select Pictures Corporation, il film aveva come interpreti Constance Talmadge, Harrison Ford, Wanda Hawley, Vera Doria, Florence Carpenter, Thomas Persse, Louis Willoughby.

## Trama

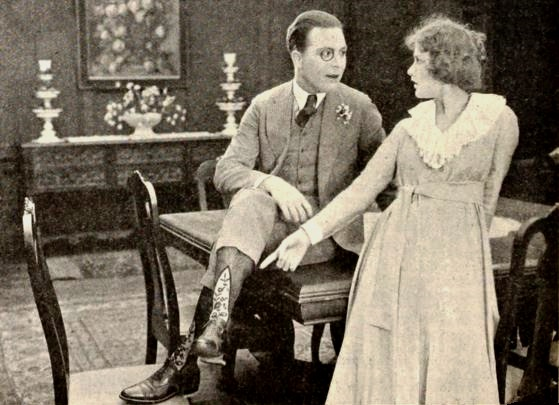
Harrison Ford e Constance Talmadge in una scena del film

La felicità domestica di Molly e Sam Thornhill finisce in un divorzio quando la giovane coppia si trova a litigare a causa di un'automobile. Il povero Sam, pentito di aver provocato la gelosia della moglie fingendo di avere un'amante, si reca in campagna ospite di alcuni amici che stanno mettendo in scena una commedia amatoriale. Tra gli ospiti, vi è pure Molly e Sam - che ha ancora addosso il vestito usato in scena - si nasconde in camera sua. Viene però sorpreso da Molly e da Jack Bagnal, un vecchio ammiratore della moglie, che - vedendolo vestito come un vagabondo - lo scambiano per un ladro e, dopo averlo legato, lo chiudono in una stanza. I due cercano di spiegare agli altri ospiti, tra i quali vi è anche Pamela Bristowe, la fidanzata di Jack, la presenza dell'uomo nella camera di Molly, raccontando di aver preso un ladro. Ma non possono esibire la prova della loro innocenza perché, nel frattempo, Sam è riuscito a fuggire. Nessuno crede alle parole della coppia e l'onore di Molly viene messo in discussione. Solo quando Sam riapparirà con le calze di seta e confesserà quello che è accaduto, tutto si chiarirà. I due ex sposini, finalmente riconciliati, si preparano ora a sposarsi una seconda volta.

## Produzione
Il film fu prodotto dalla Select Pictures Corporation.

## Distribuzione
Il copyright del film, richiesto dalla Select Pictures Corp., fu registrato il 20 luglio 1918 con il numero LP12684. Nello stesso giorno, distribuito dalla Select Pictures Corporation, il film uscì nelle sale cinematografiche statunitensi. In Italia uscì nel 1924.
Copie complete della pellicola (con didascalie in francese, spagnolo e inglese) si trovano conservate negli archivi del George Eastman House di Rochester, della Library of Congress di Washington, del Lobster Films di Parigi.
La pellicola è stata masterizzata e distribuita in video dalla Great Lakes Cinephile Society.